# Hépher
Hépher est un fils de Manassé. Ses descendants s'appellent les Héphrites.

## La famille d'Hépher
Les frères d'Hépher s'appellent Abiézer ou Iézer, Héleq, Asriël, Shèkem et Shemida.

## La famille des Héphrites
La famille des Héphrites dont l'ancêtre est Hépher sort du pays d'Égypte avec Moïse,.